# 大塘上朔塔
大塘上朔塔，位于中国广东省韶关市南雄市油山镇上朔村，现为广东省文物保护单位，类型为古建筑，公布时间为2019年4月19日。
大塘上朔塔的历史年代为清代。